# Conquista romana da Península Ibérica

Mapa da conquista romana da Hispânia, desde o início da Segunda Guerra Púnica (219 a. C.) até às Guerras Cantábricas. Apresenta os avanços territoriais com a localização dos principais povos pré-romanos a divisão original das províncias da Hispânia Citerior e Hispânia Ulterior.

A conquista romana da Península Ibérica iniciou-se no contexto da Segunda Guerra Púnica (218−201 a.C.), quando as legiões romanas, sob o comando do cônsul Cneu Cornélio Cipião Calvo, para ali se movimentaram taticamente, a fim de atacar pela retaguarda os domínios de Cartago na região.
De facto, a influência cartaginesa na Península Ibérica permitia um expressivo reforço, tanto de suprimentos quanto de homens, a Cartago. A estratégia do senado romano visava, assim, enfraquecer as forças cartaginesas, afastando os seus exércitos da península Itálica.
A derrota dos cartagineses, no entanto, não garantiu a ocupação pacífica da Península. A partir de 194 a.C., registraram-se choques com tribos de nativos, denominados genericamente Lusitanos, conflitos que se estenderam até 138 a.C., denominados por alguns autores como guerra lusitana. A disputa foi mais acesa pelos territórios mais prósperos, especialmente na região da atual Andaluzia.
Ao iniciar-se a fase imperial romana, a Pax Romana de Augusto também se fez sentir na Hispânia: com o fim das Guerras Cantábricas, a partir de 19 a.C., as legiões ocuparam a região norte peninsular, mais inóspita, ocupada por povos cântabros e ástures. Com esta ocupação, asseguravam-se as fronteiras e pacificava-se a região, de modo a que não constituísse ameaça para as populações do vale do rio Ebro e da chamada Meseta, já em plena romanização.

## A invasão: Cartago contra Roma
| “ | «É só com Augusto, em 19 a.C., que se elimina o último foco de resistência e que a Hispânia se pode considerar província pacata. Se é certo que, a partir dessa altura, o processo de romanização se pode desenvolver com maior rapidez e intensidade, ao longo de todo o período imperial e até ao fim do domínio efectivo de Roma, também é verdade que ele se pode considerar iniciado muito tempo antes, praticamente desde o momento em que os primeiros exércitos desembarcam em Ampúrias (218 a.C.), e que, a par com as lutas de pacificação e conquista, Roma ou foi impondo a sua “maneira” às populações indígenas ou estas foram levadas à aceitação de estruturas, formas de vida e organização, processos técnicos, realizações artísticas, etc., que reconheceram como superiores. […] Dotados de grande sentido prático e de extraordinário poder de realização, os Romanos levaram a cabo, ao longo de oito séculos, uma obra que marcou profundamente, e para sempre, a Península.» | ” |
| — «Romanização», in Joel Serrão (dir.), Dicionário de História de Portugal, Porto, Livraria Figueirinhas, 1990 | |   |

Primeira divisão provincial:, vigorou durante a República Romana, expandindo-se à medida das conquistas até ao fim das guerras lusitanas, quando são criadas a bética e a Lusitânia

Divisão provincial de Agripa, vigorou de até cerca de

Divisão provincial de Diocleciano que vigorou c.300 a 410, e cuja inovação mais importante foi a criação das chamadas dioceses

O primeiro combate importante entre Cartagineses e Romanos foi a Batalha de Cissa (218 a.C.), provavelmente próxima a Tarraco (atual Tarragona), embora os historiadores tenham tentado identificá-la com Guissona, na actual província de Lérida. Os Cartagineses, sob comando de Hanão, foram derrotados pelas forças romanas sob comando do próprio Cneu Cornélio Cipião Calvo. O caudilho dos Ilergetes, Indíbil, que combatia aliado aos Cartagineses, terá sido então capturado. Porém, quando a vitória de Cneu parecia próxima, acudiu Asdrúbal Barca, com reforços, que dispersaram os romanos sem, no entanto, os derrotar. Assim, as forças opostas regressavam às suas bases militares — os Cartagineses a Cartago Nova (actual Cartagena) e os Romanos a Tarraco — e já só no ano seguinte a frota de Cênio Cipião venceu Asdrúbal Barca na foz do rio Ebro. Pouco depois chegaram reforços da Itália dirigidos por Públio Cornélio, permitindo o avanço dos Romanos em direcção a Sagunto.
Atribui-se a Cneu e Públio a fortificação de Tarraco e o estabelecimento de um porto militar. A muralha da cidade foi provavelmente construída sobre a anterior muralha ciclópica, já que nela se observam algumas marcas de trabalho da pedra tipicamente ibéricas.
Ainda no ano de 216 a.C. há registo de combates entre Cneu e Públio contra os iberos, provavelmente de tribos a sul do rio Ebro, embora sem grandes consequências para Roma. Já no ano seguinte, receberam os Cartagineses reforços, encabeçados por Himilcão, dando-se novo combate na foz do Ebro, a Batalha de Dertosa, segundo parece, próximo de Amposta ou Sant Carles. Para prejuízo de Cartago, deste confronto saíram os Romanos vencedores.
A rebelião de Sífax em 214 a.C., aliado de Roma, na Numídia (Argel e Orã) obrigaria Asdrúbal a regressar à África com as suas melhores tropas, deixando o caminho livre para a progressão romana. Asdrúbal Barca, já na África, conseguiria o apoio de Gala, um outro rei númida, senhor da região de Constantina e, com a ajuda deste (e do seu filho, Massinissa), conseguindo a derrota de Sífax. Regressou em 211 a.C. à Península fazendo-se acompanhar de Massinissa e os seus guerreiros númidas.
Algures entre 214−211 a.C., Cneu e Público regressaram ao Ebro. Sabe-se que em 211 a.C. os "Cipiões" incluíam no seu exército um forte contingente de milhares de mercenários celtiberos. Estes actuavam, frequentemente, como mercenários.
As forças cartaginesas estruturaram-se em três exércitos, comandados respectivamente pelos irmãos Barca (Asdrúbal e Magão) e ainda por outro Asdrúbal Giscão, filho do comandante cartaginês Aníbal Giscão, morto durante a Primeira Guerra Púnica. Do lado oposto, os romanos organizaram-se em três grupos, comandados por Cneu, Públio, e ainda por Tito Fonteio. Asdrúbal Giscão e Magão Barca, apoiados pelo númida Massinissa, conseguem derrotar Públio Cipião, matando-o na Batalha de Cástulo. Cneu Cipião, em pleno combate a 211 a.C., na Batalha de Ilorci, assiste à deserção dos mercenários celtiberos — a quem Asdrúbal Barca ofereceu uma soma maior daquela paga por Roma — e é obrigado a retirar-se. Faleceu durante a retirada, deixando os Cartagineses aptos a atravessar o rio Ebro, que só puderam ser contidos graças à intervenção do equestre Caio Lúcio Márcio Sétimo, eleito como general pelas tropas. O cenário destes combates é, porém, incerto, embora sabendo-se que Indíbil combatia novamente do lado dos cartagineses.
No ano seguinte, 210 a.C., foi enviada uma expedição dirigida por Tibério Cláudio Nero com vista à captura de Asdrúbal Barca. Contudo, Cláudio traiu a sua palavra e fugiu desonrosamente. O senado insistiu, e enviou novo exército ao rio Ebro, para conter o avanço das tropas cartaginesas em direcção à Itália. O líder desta nova força foi o célebre Cipião Africano, filho do general homónimo, morto em combate em 211 a.C. Cipião fazia-se acompanhar do procônsul Marco Silano (que deveria suceder a Cláudio Nero) e do seu companheiro de armas, Caio Lélio, chefe de esquadra. À sua chegada, os exércitos cartagineses encontravam-se instalados da seguinte forma: aquele dirigido por Asdrúbal Barca encontrava-se próximo da nascente do rio Tejo; o exército de Asdrúbal Giscão na região da futura Lusitânia, próximo à actual cidade de Lisboa. O exército de Magão encontrava-se na zona do estreito de Gibraltar. Cipião, aparentemente desprezando a importância da região do Ebro, atacou directamente Cartago Nova por terra e por mar. A capital púnica peninsular, cuja guarnição, insuficiente, era dirigida por outro Magão, foi obrigada a ceder, sendo ocupada pelos Romanos. Rapidamente, retornou Cipião a Tarraco antes que Asdrúbal atingisse as desguarnecidas linhas do Ebro.
Esta operação marcou o início da submissão de grande parte da Hispânia Ulterior. Cipião soube convencer vários caudilhos ibéricos, até então aliados a Cartago, como Edecão (inimizado com Cartago desde que a sua mulher e filhos foram tomados como reféns), Indíbil (pela mesma razão), e Mandónio (declarado inimigo por Asdrúbal Barca).
No Inverno de 209−208 a.C., Cipião avançou em direcção a Sul, chocando com o exército de Asdrúbal Barca (que, por sua vez, se deslocava para Norte), próximo a Santo Tomé (Jaén), na aldeia de Bécula, onde decorreu a batalha de Bécula. Não obstante Cipião reclamar para si a vitória, que permanece por confirmar, o facto é que Asdrúbal Barca prosseguiu o avanço em direcção ao Norte com a maior parte das suas tropas, atingindo o sopé das montanhas dos Pirenéus.
Sabe-se que, desta forma, Asdrúbal cruzou os Pirenéus passando pelo região basca, provavelmente na tentativa de conseguir uma aliança com estes embora, em todo o caso, os bascos não dispusessem de grandes meios de oposição faze à força cartaginesa. Asdrúbal acamparia no Sul da Gália entrando na Itália em 209 a.C.. No ano seguinte Magão transladou as suas tropas para as Baleares e Asdrúbal Giscão manteve-se na Lusitânia.
Em 206 a.C., reorganizados os cartagineses e com novos reforços procedentes da África e dirigidos por Hanão, conseguiram recuperar a maior parte do Sul da Península. Após a submissão desta zona por Hanão, uniu-se Asdrúbal Giscão na região, e Magão regressou à Península. Pouco depois, as forças de Hanão e Magão foram derrotadas pelo exército romano a mando de Marco Silano, de onde resultou a captura de Hanão e a retirada de Giscão e Magão para as principais praças-fortes até receberem novos reforços desde África (206 a.C.). Entretanto recrutaram contingentes de indígenas e confrontaram-se com os Romanos na batalha de Ilipa (na zona da actual Alcalá del Río), na província de Sevilha. Nesta batalha vence Cipião sem sombra de dúvida, obrigando nova retirada de Magão e Asdrúbal para Gades. Cipião tornara-se assim dono de todo o sul peninsular, e pôde cruzar a África onde se encontrou com o rei númida Sífax, que já o havia visitado na Hispânia.
Aproveitando uma convalescença de Cipião, algumas unidades do exército aproveitaram-se para amotinar-se exigindo os salários em atraso, o "motim de Sucro". Por sua vez, a oportunidade foi aproveitada pelos Ilergetes (a mando de Indíbil) e pelos Ausetanos (a mando de Mandónio) que iniciariam uma rebelião dirigida, sobretudo, aos procônsules Lúcio Cornélio Lêntulo e Lúcio Mânlio Acidino. Cipião soube conter o motim, colocando um ponto final na revolta dos ibéricos. Indíbil foi morto em combate e Mandónio foi preso e executado (205 a.C.).
Magão e Asdrúbal abandonaram Gades com todos os seus barcos e tropas para acudir a Aníbal, já na Itália. Roma tornava-se assim senhora de todo o Sul da Hispânia, dos Pirenéus ao Algarve, no seguimento da costa e, para o interior, de Huesca em direcção ao Sul até ao rio Ebro e para leste em direcção ao mar.
A partir de então, iniciou-se a administração romana da Península, inicialmente com o caráter de ocupação militar, com o fim de manutenção da ordem e de exploração dos recursos naturais das regiões ocupadas, doravante integradas no território controlado pela República Romana. Assim, a porção ocupada ficava desde já dividida em duas províncias: a Citerior, a Norte, e Ulterior, a Sul, com capital em Córdova. A administração ficava incumbida a dois pretores bianuais, que nem sempre se cumpriam.

## A resistência

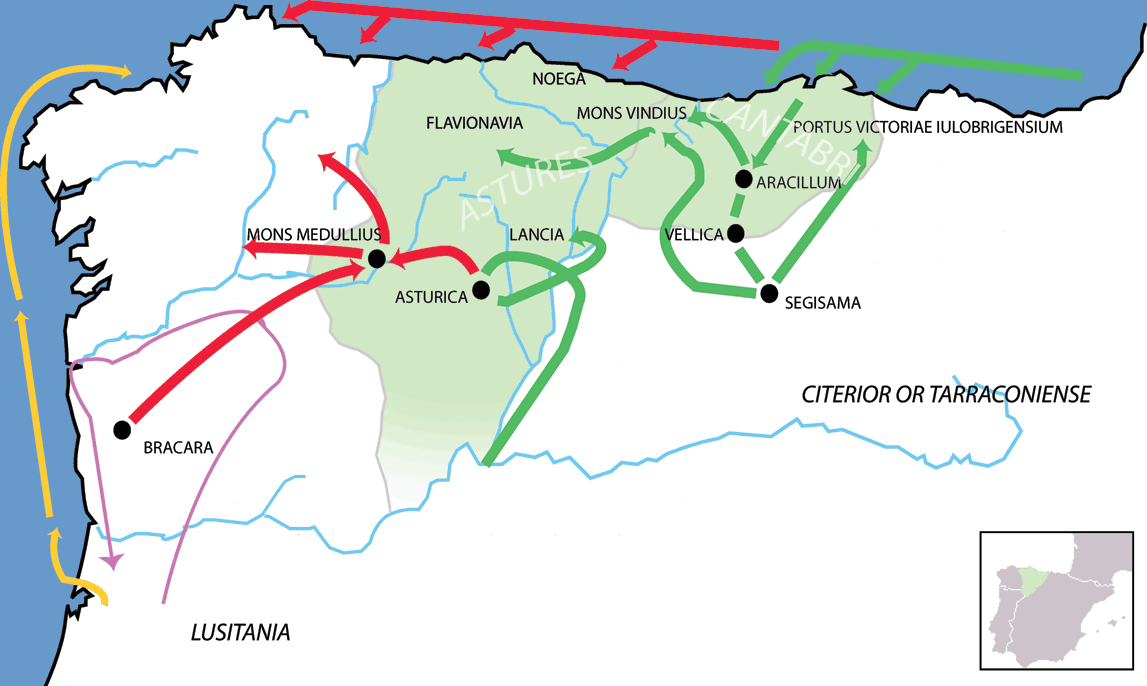
Mapa da invasão romana das Astúrias e da Cantábria.

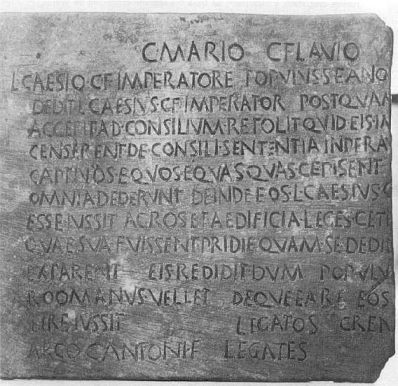
Bronze de Alcântara, inscrição latina declarando a rendição incondicional ("deditio") ante os romanos do povo que habitava um castro entre o território dos Lusitanos e dos Vetões,, Cáceres

Nesse contexto, destaca-se um grupo de Lusitanos liderados por Viriato, eleito por aclamação. Esse grupo infligiu duras derrotas às tropas romanas na região da periferia andaluz, tornando Viriato um mito da resistência peninsular.
Em 150 a.C. o pretor Sérvio Galba aceitou um acordo de paz com a condição de entregarem as armas, aproveitando depois para os chacinar. Isto fez lavrar ainda mais a revolta e durante oito anos os romanos sofreram pesadas baixas, culminando no assassínio de Viriato por três aliados tentados pelo ouro romano. Mas a luta não parou e Roma enviou à Península o cônsul Décimo Júnio Bruto Galaico, que pactuou e fortificou Olisipo, estabeleceu a base de operações em Móron próximo de Santarém, e marchou para o Norte, matando e destruindo tudo o que encontrou até à margem do Rio Lima. Mas nem assim Roma conseguiu a submissão total e o domínio do norte da Lusitânia só foi conseguido com a tomada de Numância, na Celtibéria que apoiava os castros de noroeste. Em 60 a.C., Júlio César dá o golpe de misericórdia aos lusitanos.
No século I, consegue-se a Pax Augusta: a Hispânia é dividida em três províncias. Neste período o geógrafo Estrabão, e o historiador universal Trogo Pompeu descrevem assim os seus habitantes:

Os hispanos [da Hispânia] têm o corpo preparado para a abstinência e fadiga, e ânimo para a morte: uma dura e austera sobriedade para todos[3]. […] Em tantos séculos de guerra com Roma, não tiveram nenhum outro capitão a não ser Viriato, um homem de tal virtude e continência que, depois de vencer os exércitos consulares durante 10 anos, nunca quis distinguir-se no seu modo de vida de qualquer soldado raso— Trogo Pompeu
. Outro historiador romano, : 
Ágil, belicoso, inquieto. A Hispânia é distinta da Itálica, mais disposta para a guerra por causa do agreste terreno e do génio dos homens— Tito Lívio (59 a.C.-17 d.C.), sobre o carácter do homem hispânico
Ao se iniciar a fase imperial romana, a pacificação de Augusto também se fez sentir na Península: com a finalização das Guerras Cantábricas, a partir de 19 a.C., as suas legiões ocuparam a região norte peninsular, mais inóspita, ocupada por povos cântabros e ástures. Com esta ocupação, asseguravam-se as fronteiras naturais e pacificava-se essa região mais atrasada, de modo a que não constituísse ameaça para as populações do vale do rio Ebro e da chamada Meseta, já em plena fase de romanização.

## A romanização

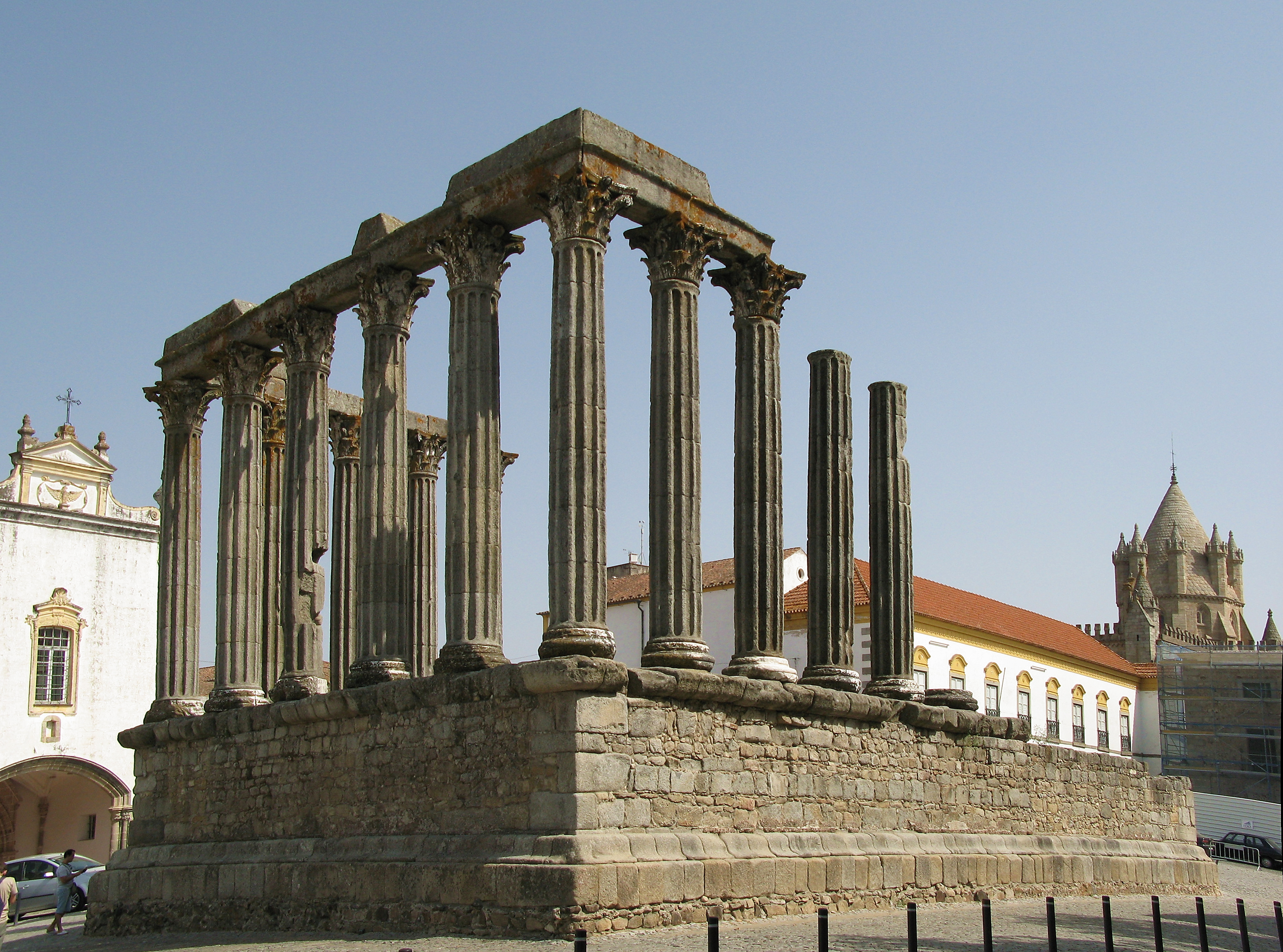
Templo romano de Évora, século I, Évora, Portugal

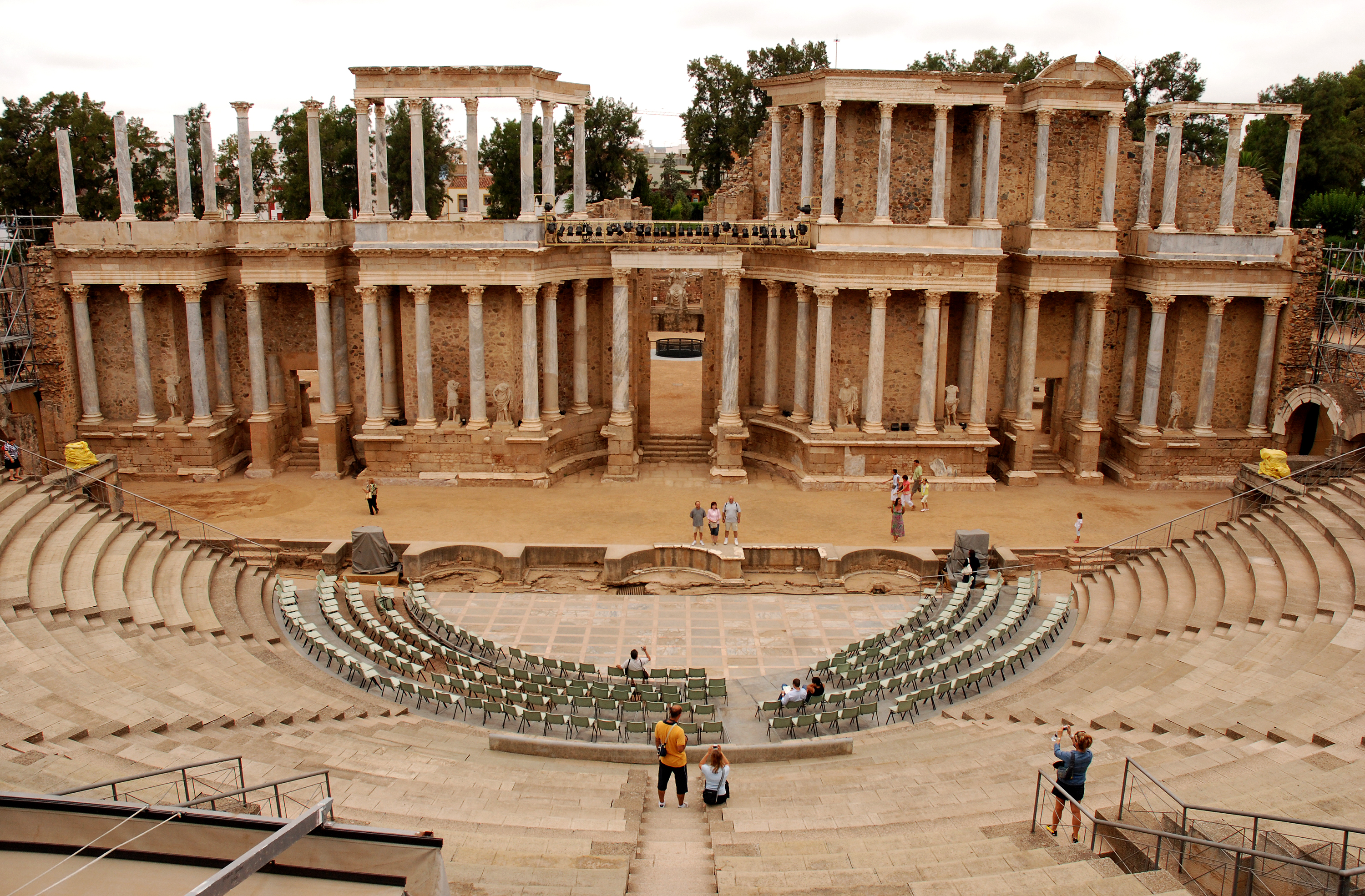
Teatro romano de Mérida, Espanha

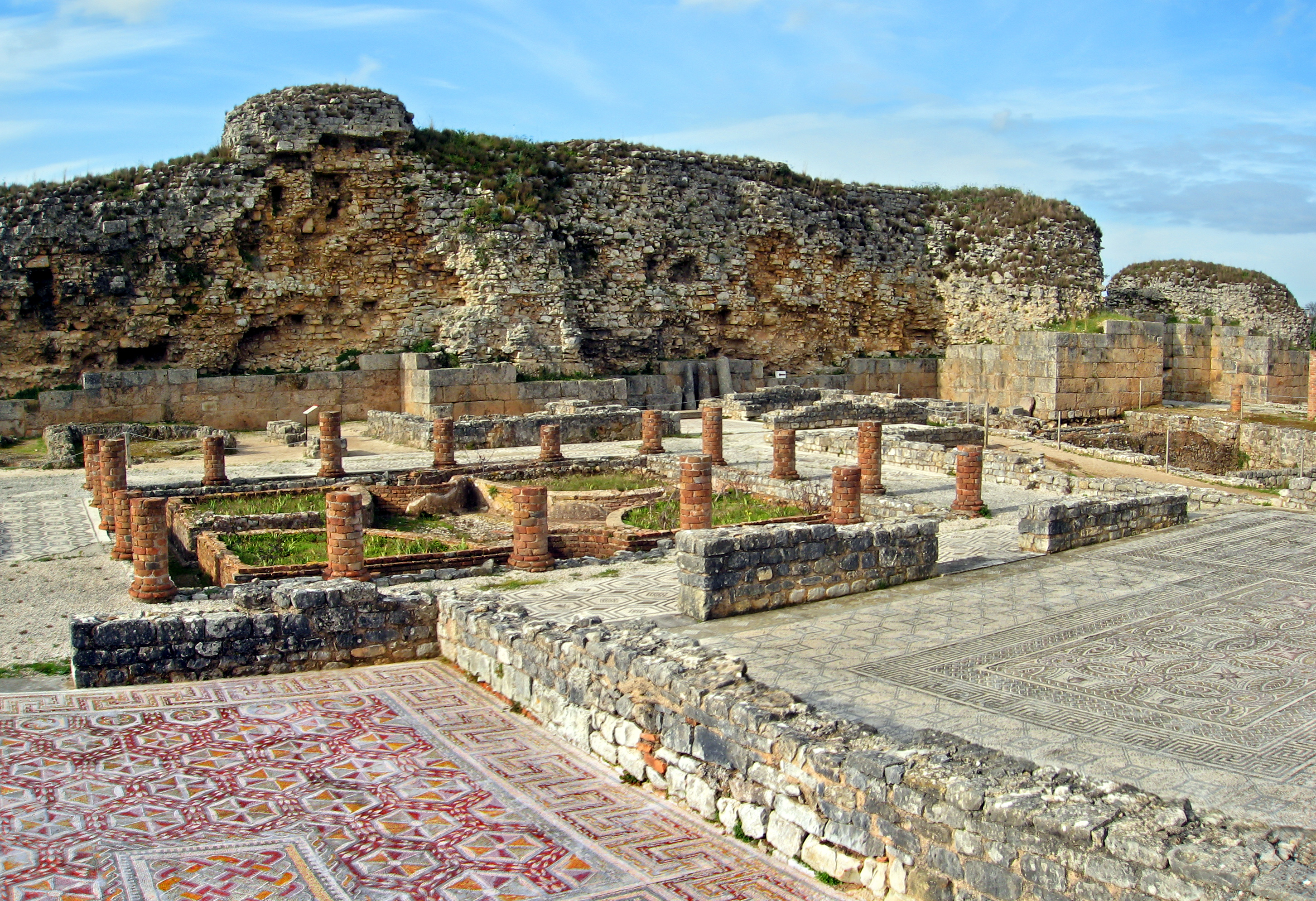
Vista de Conímbriga, Portugal

Na Península Ibérica, a romanização ocorreu concomitantemente com a conquista, tendo progredido desde a costa mediterrânica até ao interior e à costa do oceano Atlântico. Para esse processo de aculturação foram determinantes a expansão do latim e a fundação de várias cidades, tendo como agentes, a princípio, os legionários e os comerciantes.
Os primeiros, ao se miscigenarem com as populações nativas, constituíram famílias, fixando os seus usos e costumes, ao passo que os segundos iam condicionando a vida econômica, em termos de produção e consumo. Embora não se tenha constituído uma sociedade homogênea na Península, durante os seis séculos de romanização registraram-se momentos de desenvolvimento mais ou menos acentuado, atenuando, sem dúvida, as diferenças étnicas do primitivo povoamento.
A língua latina acabou por se impor como língua oficial, funcionando como factor de ligação e de comunicação entre os vários povos. As povoações, até aí predominantemente nas montanhas, passaram a surgir nos vales ou planícies, habitando casas de tijolo cobertas com telha. Como exemplo de cidades que surgiram com os Romanos, temos Braga (Bracara Augusta), Beja (Pax Iulia), Santiago do Cacém (Miróbriga), Conímbriga e Chaves (Aquae Flaviae).
A indústria desenvolveu-se, sobretudo a olaria, as minas, a tecelagem, as pedreiras, o que ajudou a desenvolver também o comércio, surgindo feiras e mercados, com a circulação da moeda e apoiado numa extensa rede viária (as famosas "calçadas romanas", de que ainda há muitos vestígios no presente) que ligava os principais centros de todo o Império.
A influência romana fez-se sentir também na religião e nas manifestações artísticas.
Tratou-se, pois, de uma influência profunda, sobretudo a sul, zona primeiramente conquistada. Os principais agentes foram os mercenários que vieram para a Península, os grandes contingentes militares romanos aqui acampados, a acção de alguns chefes militares, a imigração de romanos para a Península, a concessão da cidadania romana.

### A divisão administrativa em Roma
Finalizado o processo de conquista, a província foi integrada ao Império Romano, dividida administrativamente em três partes:
- Tarraconense, a Norte e Nordeste, até aos Pirenéus;
- Bética, a Sul; e
- Lusitânia, com capital em Emerita Augusta (atual Mérida), estendia-se entre os rios Douro e Guadiana.

Registra-se neste período uma etapa de paz e prosperidade econômica, marcada pela construção de cidades e de uma rede de vias, talvez o elemento mais marcante da administração imperial romana. A maioria das cidades na Península adquiriu progressivamente a sua autonomia, vindo posteriormente a se constituir em sede de municípios.

### Aspectos económicos

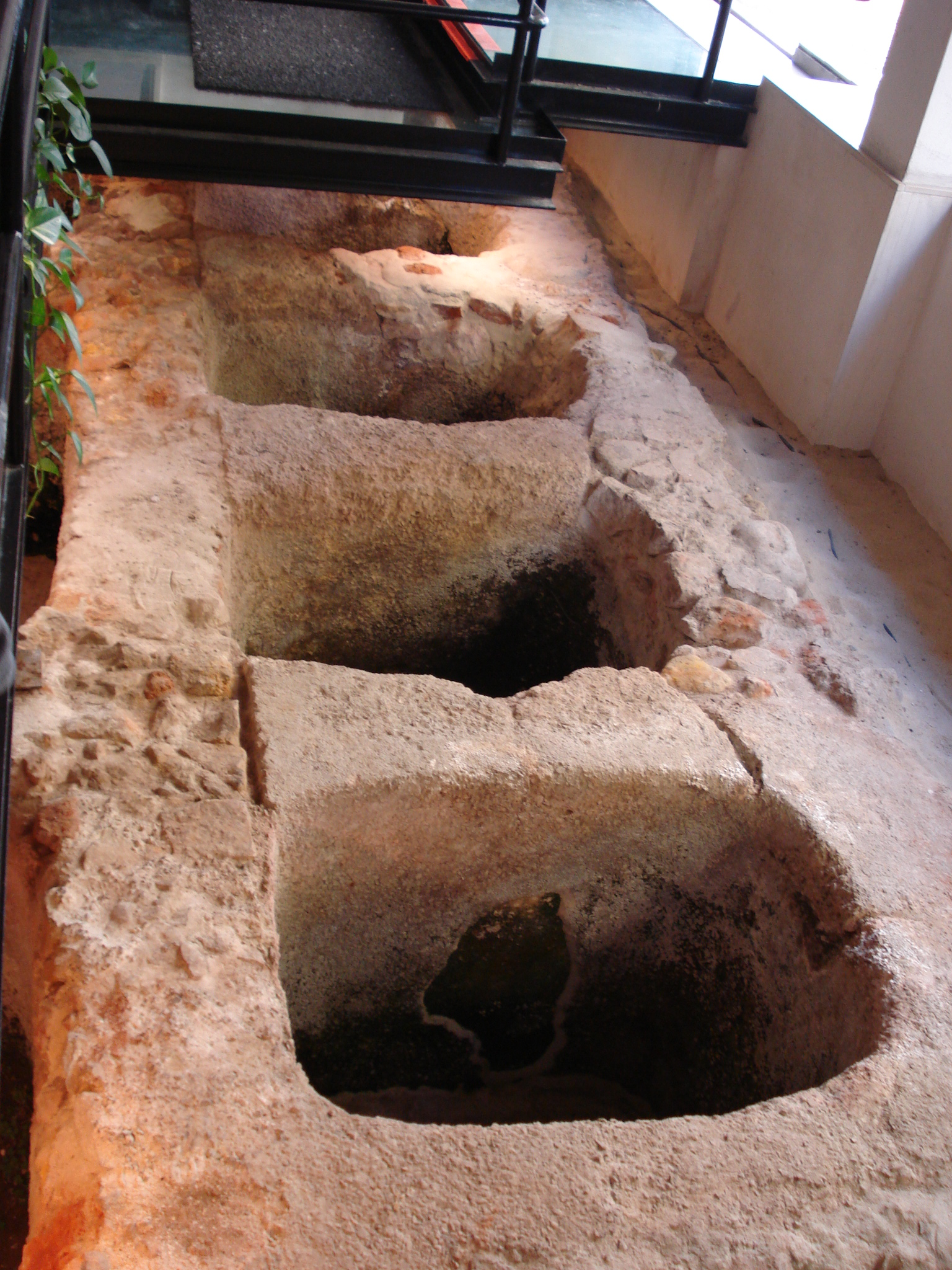
Fábrica romana de salga, Setúbal, Portugal

Durante a romanização da Península, a economia de subsistência das primitivas tribos foi paulatinamente substituída por grandes unidades de exploração agrícola em regime intensivo (as vilas), produzindo azeite, cereais, vinho e pecuária, ao mesmo tempo em que o primitivo artesanato deu lugar a indústrias especializadas como as da cerâmica e da mineração. A actividade agro-pecuária localizava-se, particularmente, ao Sul do rio Tejo sendo a terceira região que mais produzia grãos perdendo para apenas as penínsulas Africana e Itálica. Também houve desenvolvimento na actividade pesqueira, produzindo o valorizado Garum que por sua vez demandava o desenvolvimento da extracção de sal e das actividades de construção naval.
Sendo uma das regiões mais romanizadas e controláveis do império, era moradia de várias famílias populares em Roma e até mesmo de imperadores, o que contribuiu muito ao desenvolvimento da região.
No tocante à exploração mineral, na qual a Península era particularmente rica, todas as minas passaram a pertencer ao senado romano, sendo exploradas por escravos. Entre elas destacava-se a região que se estende de Grândola a Alcoutim, de onde era extraído o cobre e a prata.
Para esse desenvolvimento, muito contribuiu a circulação da moeda romana.

### Aspectos arquitectónicos e religiosos
Assim como em diversas outras regiões do Império Romano, também foram erguidas na Península pontes, teatros, termas, templos, aquedutos e todo o tipo de edifícios públicos e privados, civis e militares. No campo da religião, regista-se a sobrevivência de divindades primitivas ao lado de divindades romanas, por vezes, também adoradas.